# 157 (število)
157 (stó sedeminpétdeset) je naravno število, za katero velja 157 = 100 + 50 + 7 = 158 - 1.

## V matematiki
- sedmo iregularno praštevilo.
- seksi praštevilo.